# Michael Eugene Taylor
Michael Eugene Taylor (1946) é um matemático estadunidense.
É membro da Academia de Artes e Ciências dos Estados Unidos. Foi palestrante convidado do Congresso Internacional de Matemáticos em Quioto (1990: Microlocal analysis in spectral and scattering theory and index theory). É fellow da American Mathematical Society.
É casado com a matemática Jane M. Hawkins.

## Obras
- Partial Differential Equations, 3 Volumes, Springer Verlag 1996, 2ª Edição 2011
- Measure theory and integration, Graduate Studies in Mathematics, AMS 2006
- Non commutative harmonic analysis, Mathematical Surveys and Monographs, Nr. 22, AMS 1986
- Introduction to differential equations, Undergraduate Texts Series, AMS 2011
- Pseudodifferential Operators, Princeton University Press 1981
- Pseudodifferential Operators and Nonlinear PDE, Birkhäuser, Progress in Mathematics, 1991
- Tools for PDE: Pseudodifferential Operators, Paradifferential Operators, and Layer Potentials, Mathematical Surveys and Monographs, Nr. 81, American Mathematical Society, Providence, R.I., 2000
- Editor com J. Rauch Singularities and Oscillations, Springer Verlag 1997
- Noncommutative microlocal analysis, Memoirs of the AMS, 1984